# Lijst van Egerniinae
Onderstaand een lijst van alle soorten skinken uit de onderfamilie Egerniinae. Er zijn 61 soorten in acht geslachten, één geslacht is monotypisch en wordt slechts door een enkele soort vertegenwoordigd. 
- Bellatorias frerei
- Bellatorias major
- Bellatorias obiri
- Corucia zebrata
- Cyclodomorphus branchialis
- Cyclodomorphus casuarinae
- Cyclodomorphus celatus
- Cyclodomorphus gerrardii
- Cyclodomorphus maximus
- Cyclodomorphus melanops
- Cyclodomorphus michaeli
- Cyclodomorphus praealtus
- Cyclodomorphus venustus
- Egernia cunninghami
- Egernia cygnitos
- Egernia depressa
- Egernia douglasi
- Egernia eos
- Egernia epsisolus
- Egernia formosa
- Egernia hosmeri
- Egernia kingii
- Egernia mcpheei
- Egernia napoleonis
- Egernia pilbarensis
- Egernia richardi
- Egernia rugosa
- Egernia saxatilis
- Egernia stokesii
- Egernia striolata
- Liopholis guthega
- Liopholis inornata
- Liopholis kintorei
- Liopholis margaretae
- Liopholis modesta
- Liopholis montana
- Liopholis multiscutata
- Liopholis personata
- Liopholis pulchra
- Liopholis slateri
- Liopholis striata
- Liopholis whitii
- Lissolepis coventryi
- Lissolepis luctuosa
- Tiliqua adelaidensis
- Tiliqua gigas
- Tiliqua multifasciata
- Tiliqua nigrolutea
- Tiliqua occipitalis
- Tiliqua rugosa
- Tiliqua scincoides
- Tribolonotus annectens
- Tribolonotus blanchardi
- Tribolonotus brongersmai
- Tribolonotus choiseulensis
- Tribolonotus gracilis
- Tribolonotus novaeguineae
- Tribolonotus parkeri
- Tribolonotus ponceleti
- Tribolonotus pseudoponceleti
- Tribolonotus schmidti